# هارفي وايتهاوس
هارفي وايتهاوس (بالإنجليزية: Harvey Whitehouse)‏ هو عالم إنسان بريطاني، ولد في 1964.